# Curt Broberg
Curt Alf Lennart Broberg, född 26 juli 1923 i Kungsholms församling i Stockholm, död 30 mars 2003 i Norrköpings Matteus församling, var en svensk skådespelare och teaterregissör.
Broberg filmdebuterade som 16-åring i Ragnar Frisks Melodin från Gamla Stan 1939. Han medverkade i drygt 25 film- och TV-produktioner.
Curt Broberg är begravd på Nyköpings nya kyrkogård.

## Filmografi i urval
- 1939 – Melodin från Gamla Stan
- 1945 – Rattens musketörer
- 1946 – 100 dragspel och en flicka
- 1947 – Här kommer vi
- 1949 – Kärleken segrar
- 1951 – Fröken Julie
- 1951 – Puck heter jag
- 1952 – Ubåt 39
- 1952 – Kalle Karlsson från Jularbo
- 1952 – När syrenerna blomma
- 1953 – Ursula – flickan i finnskogarna
- 1955 – Den glade skomakaren
- 1956 – Flickan i frack
- 1964 – Henrik IV
- 1965 – Jakten
- 1965 – För vänskaps skull
- 1971 – Badjävlar
- 1972 – The Day the Clown Cried
- 1979 – Mor gifter sig (TV-serie)
- 1979 – Godnatt, jord (TV-serie)
- 1984 – The Ninja Mission
- 1985 – Den politiske kannstöparen
- 1986 – Gröna gubbar från Y.R.
- 1989 – Terrorns finger

## Teater

### Roller (ej komplett)
| År   | Roll                                              | Produktion                                                                                              | Regi                       | Teater                           |
| ---- | ------------------------------------------------- | --- | -------------------------- | -------------------------------- |
| 1959 |                                                   | Party Jane Arden                                                                                        | Yngve Nordwall             | Riksteatern                      |
| 1960 | Antonio                                           | Förbjudet att älska eller Trädgårdsmästarens hund (Comedia famosa del Perro del hortelano) Lope de Vega | Frank Sundström            | Helsingborgs stadsteater         |
| 1960 | Marcellus Förste skådespelaren Förste dödgrävaren | Hamlet William Shakespeare                                                                              | Frank Sundström            | Helsingborgs stadsteater         |
| 1960 |                                                   | Herr Paddas bravader (Toad of Toad Hall) Kenneth Grahame                                                | Jan Hemmel                 | Helsingborgs stadsteater         |
| 1961 | Anagnos                                           | Miraklet (The Miracle Worker) William Gibson                                                            | Frank Sundström            | Helsingborgs stadsteater         |
| 1961 | Monsieur Damiens                                  | Så tuktas kärleken Jean Anouilh                                                                         | Eva Sköld                  | Helsingborgs stadsteater         |
| 1961 | Gus Williams                                      | Ung och grön (Salad Days) Dorothy Reynolds och Julian Slade                                             | Jan Hemmel Frank Sundström | Helsingborgs stadsteater         |
| 1962 |                                                   | Kassabrist Vilhelm Moberg                                                                               | Johan Bergenstråhle        | Uppsala stadsteater              |
| 1963 |                                                   | Desertören Bengt V. Wall                                                                                | Frank Sundström            | Uppsala stadsteater              |
| 1965 | En munk En soldat mfl.                            | Isabella (Isabella, tre caravelle e un cacciaballe) Dario Fo                                            | Frank Sundström            | Stockholms stadsteater           |
| 1966 | Teaterchefen                                      | Nya Wermländingarne Sandro Key-Åberg                                                                    | Christian Lund             | Stockholms stadsteater           |
| 1975 | Markägaren Wingård Bonden                         | Göta Kanal Lars Gerhard Norberg, Bertil Norström och Jan-Olof Lindstedt                                 | Lars Gerhard Norberg       | Norrköping-Linköping stadsteater |
| 1975 |                                                   | Predikare-Lena Tore Zetterholm                                                                          | Lars Gerhard Norberg       | Norrköping-Linköping stadsteater |
| 1976 | Polisen                                           | Den goda människan från Sezuan Bertolt Brecht och Paul Dessau                                           | Lars Gerhard Norberg       | Norrköping-Linköping stadsteater |
| 1980 |                                                   | De tre tjockisarna Jurij Olesja                                                                         | Gun Jönsson                | Norrköping-Linköping stadsteater |

### Regi
| År   | Produktion         | Upphovsmän   | Teater       |
| ---- | ------------------ | ------------ | ------------ |
| 1970 | Nyköpings gästabud | Ivar Schnell | Nyköpingshus |